# Bejeweled (canción de Taylor Swift)
«Bejeweled» es una canción de la cantautora estadounidense Taylor Swift de su décimo álbum de estudio, Midnights (2022). Ella escribió y produjo la canción con Jack Antonoff. Es una pista de synth-pop y bubblegum pop cargada de sintetizadores con arpegios de sintetizador resonantes y elementos de música disco y electrónica. La letra trata sobre la autoestima; Swift dijo que la letra también era una declaración de su regreso a la música pop con Midnights después de los álbumes folk de 2020 Folklore y Evermore. La canción se lanzó para descarga por tiempo limitado a través del sitio web de Swift el 25 de octubre de 2022.
Los críticos musicales elogiaron la producción alegre de la canción y consideraron que la letra era empoderadora. «Bejeweled» estuvo acompañada de un vídeo musical escrito y dirigido por Swift; Influenciada por Cenicienta, su elenco incluía a Swift, Antonoff, la actriz Laura Dern, la banda Haim, la artista burlesca Dita Von Teese y la maquilladora Pat McGrath. La canción alcanzó el puesto número ocho en el Billboard Global 200 y dentro del top 10 en las listas de Australia, Canadá, Nueva Zelanda, Singapur, Filipinas y Estados Unidos. Recibió certificaciones en Australia, México, Nueva Zelanda y Reino Unido. Swift incluyó «Bejeweled» en la lista de canciones de su sexta gira de conciertos principal, The Eras Tour (2023-2024).

## Antecedentes y producción
El 28 de agosto de 2022, Taylor Swift ganó el premio al «Vídeo del año» por All Too Well: The Short Film (2021) en los MTV Video Music Awards 2022. En su discurso de aceptación, anunció su décimo álbum de estudio y su inminente fecha de lanzamiento el 21 de octubre  Poco después, Swift reveló el título del álbum Midnights y su portada en sus redes sociales, pero no publicó de inmediato la lista de canciones.  En un video del 6 de septiembre de 2022 titulado «The making of Midnights» en su Instagram, reveló que Jack Antonoff, un músico que había trabajado con Swift desde 1989 (2014), era productor de Midnights.  Aproximadamente un mes antes del lanzamiento del álbum, Swift anunció una serie de trece episodios llamada Midnights Mayhem with Me en la plataforma de redes sociales TikTok. En cada episodio de la serie, Swift reveló el título de una pista del álbum.  En el séptimo episodio del 5 de octubre de 2022, Swift anunció el título de la novena pista como «Bejeweled». 
Swift escribió y produjo «Bejeweled» con Antonoff; este último grabó la pista con los ingenieros de audio David Hart, Evan Smith y Laura Sisk en Rough Customer Studio, Brooklyn, y Electric Lady Studios, Nueva York. En la canción, Antonoff programó y tocó instrumentos como percusión, kalimba, guitarras acústicas, bajo y una variedad de sintetizadores (Juno 6, DX7, OB1, Moog). Smith y Mikey Freedom Hart tocaron sintetizadores y teclados adicionales, cuya interpretación fue grabada por David Hart en Big Mercy Sound, Brooklyn. Serban Ghenea, asistido por Bryce Bordone, mezcló «Bejeweled» en MixStar Studios, Virginia Beach, y Randy Merrill lo masterizó en Sterling Sound, Edgewater. 

## Música y letras
«Bejeweled» es una canción de synth-pop.  Su composición consta de arpegios de sintetizador sonoros, concretamente el Juno 6,  que se escuchan de forma destacada en los ganchos.   Los estilos de sintetizador evocan la electrónica, que Ellen Johnston de Paste comparó con la música de la banda independiente LCD Soundsystem.  Saloni Gajjar 'AV Club describió la canción como «pop chicle sin remordimientos»,  y Rob Sheffield de Rolling Stone dijo que tiene una «fiebre disco»  y está «llena de nerviosismo disco nocturno».  La letra trata sobre el reconocimiento de la autoestima.   Swift afirmó que la canción también actúa como una declaración de su regreso a la música pop, que todavía está lo suficientemente «joyasa» para el pop, después de desviarse fuera del género con sus dos últimos álbumes de estudio, Folklore y Evermore, que estaban principalmente arraigados en la música folk. 

## Lanzamiento y rendimiento comercial

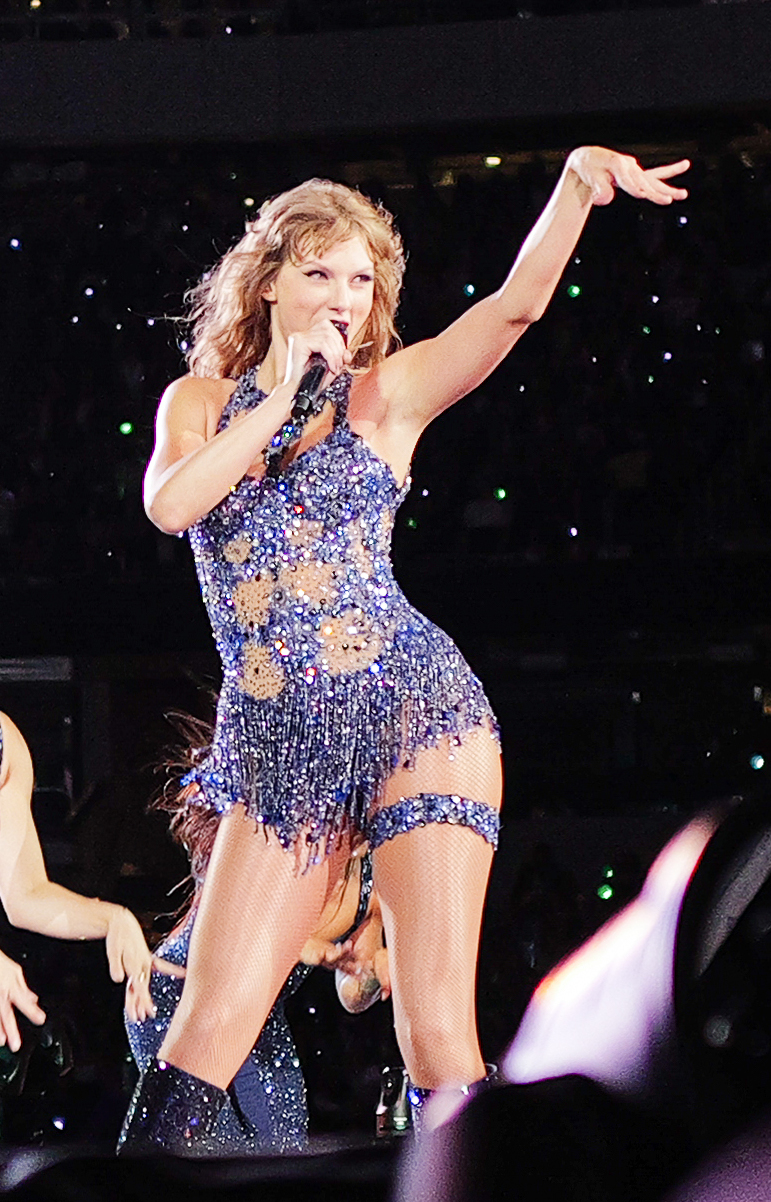
Swift interpretando «Bejeweled» en The Eras Tour en 2023.

Republic Records lanzó Midnights el 21 de octubre de 2022; «Bejeweled» es la pista nueve del álbum.  El 25 de octubre, «Bejeweled» se lanzó para descarga por tiempo limitado a través del sitio web de Swift.  Dos días después siguió una versión instrumental.  Swift incluyó «Bejeweled» en la lista de canciones del The Eras Tour (2023-2024). 
En la lista internacional Billboard Global 200, «Bejeweled» debutó en el número 8, junto con otras ocho canciones de Midnights en la región del top 10.  En Estados Unidos, los temas de Midnights ocuparon todo el top 10 del Billboard Hot 100; «Bejeweled» debutó en el puesto número seis de la lista con 35,5 millones de reproducciones, 16 100 descargas digitales vendidas y 1,6 millones de audiencia de radio. Swift se convirtió en la primera artista en ocupar simultáneamente los 10 primeros lugares del Hot 100; la artista femenina con más canciones en el top 10 (40); y el primer acto en ocupar todo el top 10 de las listas Hot 100, Streaming Songs y Digital Songs simultáneamente. Midnights también se convirtió en el primer álbum de la historia que contiene diez canciones entre las 10 primeras.  La canción pasó una segunda semana consecutiva dentro del top 10 del Hot 100, junto con sus compañeros «Anti-Hero», «Lavender Haze» y «Midnight Rain».

## Recepción de la crítica
Brittany Spanos de Rolling Stone calificó «Bejeweled» como un «nocaut absoluto» de una canción, «presentándose a sí misma como el premio máximo». Sheffield dijo que la canción es «un farsante ansioso en la pista de baile de 'Mirrorball' adulto, pero también se siente como si la esposa de 'Tolerate It' finalmente se liberara», presentando tanto la confianza como la vulnerabilidad de Swift.  El periodista de Billboard Jason Lipshutz dijo que «Bejeweled» transmite los años de experiencia de Swift como compositora. Lipshutz añadió que la canción es «una historia sobre cómo negarse a conformarse con el aburrimiento de los treinta».  Helen Brown de The Independent escribió: Swift «advierte a un chico que tiene la capacidad de iluminar las habitaciones (y a todos los chicos de la banda) si él no presta más atención».  Carl Wilson de Slate apreció los animados sintetizadores de la canción, que recuerdan a las obras del productor discográfico italiano Giorgio Moroder, y la letra sobre «vivir bien».  Saloni Gajjar de The AV Club la describió como una «melodía agradable y sin remordimientos destinada a tocarse en voz alta».  Elise Ryan de Associated Press se mostró menos entusiasta y consideró que «Bejeweled» era una pista más débil en Midnights por ser «demasiado dulce».  El crítico del New York Times, Jon Caramanica, calificó la letra de decepcionante y la producción de «metálica y tensa». 

## Video musical

### Lanzamiento y producción
El 16 de octubre de 2022, Swift publicó en sus redes sociales un itinerario que detalla la promoción del álbum, titulado Midnights Manifest.  Mostró que además del vídeo musical del sencillo principal «Anti-Hero», el lanzamiento de un vídeo musical para «otra pista» estaba programado para el 25 de octubre  Un día antes del lanzamiento, Swift reveló que el vídeo musical era para «Bejeweled».  Se mostraron extractos del video en un avance de las imágenes del álbum durante la transmisión de Amazon Prime Video de Thursday Night Football el 20 de octubre  Además de Swift, el elenco del video musical «Bejeweled»: Antonoff, la actriz Laura Dern, la banda femenina de pop-rock Haim (Este, Danielle y Alana), la bailarina de burlesque Dita Von Teese y la maquilladora Pat McGrath. También apareció en el tráiler.  Escrito y dirigido por Swift, el vídeo musical de «Bejeweled» se estrenó en su canal Vevo a través de YouTube. 
El equipo de Swift contactó a Dita Von Teese para conocer su apariencia. Hablaron de la influencia de Von Teese en las actuaciones. Joseph Cassell, estilista de Swift, estudió la colección de Von Teese y posteriormente hizo recreaciones del vestuario original de Catherine D'lish para el vídeo. Von Teese filmó sus escenas en agosto de 2022 y las copas de martini gigantes utilizadas procedían de su colección de actuaciones personales.  Swift y su equipo colaboraron con el maquillador McGrath, quien también tuvo un cameo como el personaje de Queen, para diseñar la apariencia del video. 

### Sinopsis
Las publicaciones de los medios señalaron que muchos huevos de Pascua posiblemente hacían referencia a canciones y recuerdos de su álbum de 2010, Speak Now.    Swift interpreta a un personaje parecido a Cenicienta, llamado «House Wench Taylor». Taylor soporta las burlas de su malvada madrastra (Dern) y de las malvadas hermanastras (Haim), una de cuyos vómitos Taylor se ve obligada a limpiar. Mientras se van al baile, House Wench Taylor abre un reloj de bolsillo y se transforma en una figura envuelta en una capa. Canta la segunda estrofa en un ascensor dorado de camino al baile en el tercer piso de un rascacielos. El ascensor contiene un huevo de Pascua en el que el color de cada botón del ascensor representa cada álbum que Swift ha lanzado desde el lanzamiento del vídeo musical, con el decimotercer y último botón, que es morado, que representa Speak Now.
Luego, Taylor pasa por un entorno lleno de piedras preciosas que caen antes de quitarse la capa, revelando un traje de baile negro inspirado en el burlesque americano . Las gemas caen en su lugar sobre su mono y sus botas, y una pulsera y un collar se colocan alrededor de su muñeca y cuello. Al salir del ascensor en un piso más alto, Taylor se encuentra con su «hada madrina» (Von Teese), ambos vestidos con trajes plateados de estilo burlesco.  Después de quitarse las medias, realizan un número de baile en un par de copas de martini gigantes. 
Finalmente, Taylor llega al decimotercer piso y sube al escenario del baile en un ambiente inspirado en un reloj rodeado de coristas, vistiendo un traje de dos piezas negro con joyas y tacones plateados. Su acto sorprende a la malvada madrastra y a las hermanastras, e impresiona a la «Reina Pat» (McGrath). La reina Pat obliga a Taylor a entretener al Príncipe Azul (Antonoff), pero Swift rechaza la propuesta de matrimonio del Príncipe, con una leyenda que especifica que ella lo engaña. El vídeo musical termina con el Príncipe encogiéndose de hombros y aceptando el rechazo de Taylor mientras ella disfruta de la vista desde su castillo recién adquirido mientras tres dragones vuelan a su alrededor. El vídeo musical presenta versiones orquestales de dos canciones de Speak Now: «Enchanted» al principio y «Long Live» al final. 

## Premios y nominaciones
| Organización                                        | Año  | Categoría                                       | Resultado | Ref.          |
| --------------------------------------------------- | ---- | ----------------------------------------------- | --------- | ------------- |
| Premios ADG a la Excelencia en Diseño de Producción | 2023 | Formato corto: vídeo musical o serie web        | Nominada  | [ 30 ]        |
| Premios del gremio de maquilladores y estilistas    | 2023 | Mejor peinado en comerciales o vídeos musicales | Nominada  | [ 31 ] [ 32 ] |
| Premios de la música iHeartRadio                    | 2023 | Bop del año en TikTok                           | Ganadora  | [ 33 ]        |
| Premios Nickelodeon Kids' Choice                    | 2023 | Canción favorita                                | Nominada  | [ 34 ]        |